# 田村宏明
田村 宏明（たむら ひろあき、1935年（昭和10年）7月30日 - ）は、広島県出身の実業家。株式会社フジタ社長などを務める。

## 経歴
1935年（昭和10年）7月30日広島県に生まれる。修道中学校・高等学校を経て、1958年（昭和33年）広島大学工学部を卒業。同年株式会社フジタに入社、取締役、常務取締役、専務取締役、副社長を経て、1999年（平成11年）社長に就任。2002年（平成14年）同社をに建設会社（フジタ）と不動産会社（ACリアルエステート）に分割し、社長を退任。